# Оскар Муњоз
Оскар Муњоз Овиедо (шп. Óscar Muñoz Oviedo; Ваљедупар, 9. мај 1993) је колумбијски теквондоиста. На Олимпијским играма у Лондону освојио је бронзану медаљу у категорији до 58 килограма, прву олимпијску медаљу у теквондоу за Колумбију. 

## Спољашњи извори
- Оскар Муњоз на сајту Sports-Reference.com (архивирано)